# Aeroport (stacja metra)
Aeroport (ros. Аэропорт) – stacja moskiewskiego metra linii Zamoskworieckiej (kod 037) położona w północnym okręgu administracyjnym Moskwy w rejonie Choroszowskij. Nazwa pochodzi od pobliskiego lotniska Chodynka. Wyjścia prowadzą na Leningradskij Prospekt.

## Historia
Lotnisko Chodynka powstało w 1910 roku i po przyłączeniu jego do Moskwy, od początku lat 30. planowano połączenie metrem z centrum miasta. Stacja powstała w drugim etapie budowy metra na odcinku Sokoł - Teatralnaja. Podczas wojny służyła za schron przeciwlotniczy. Architekt Julian Ostrowskij (Юлиан Островский) wzorował na stacji projekt bunkra Stalina w Samarze.

## Konstrukcja i wystrój
Jednopoziomowa, jednonawowa stacja z jednym peronem. Była drugą stacją o takiej konstrukcji w systemie metra i pierwsza zbudowana metodą otwartych wykopów. Motywem przewodnim wystroju, wykonanego w stylu sowieckiego art déco, jest awiacja. Strop zbudowany jest z betonowych żeber. Lampy i ściany nad torami obłożono brązowym marmurem i wapieniem. Podłogi pokryto szarym granitem. W ścianach znajdują się żeliwne kratki wentylacji w kształcie rombów. Elementy wystroju zmieniały się kilka razy na przestrzeni czasu (np. asfaltowe pokrycie peronów).

## Galeria

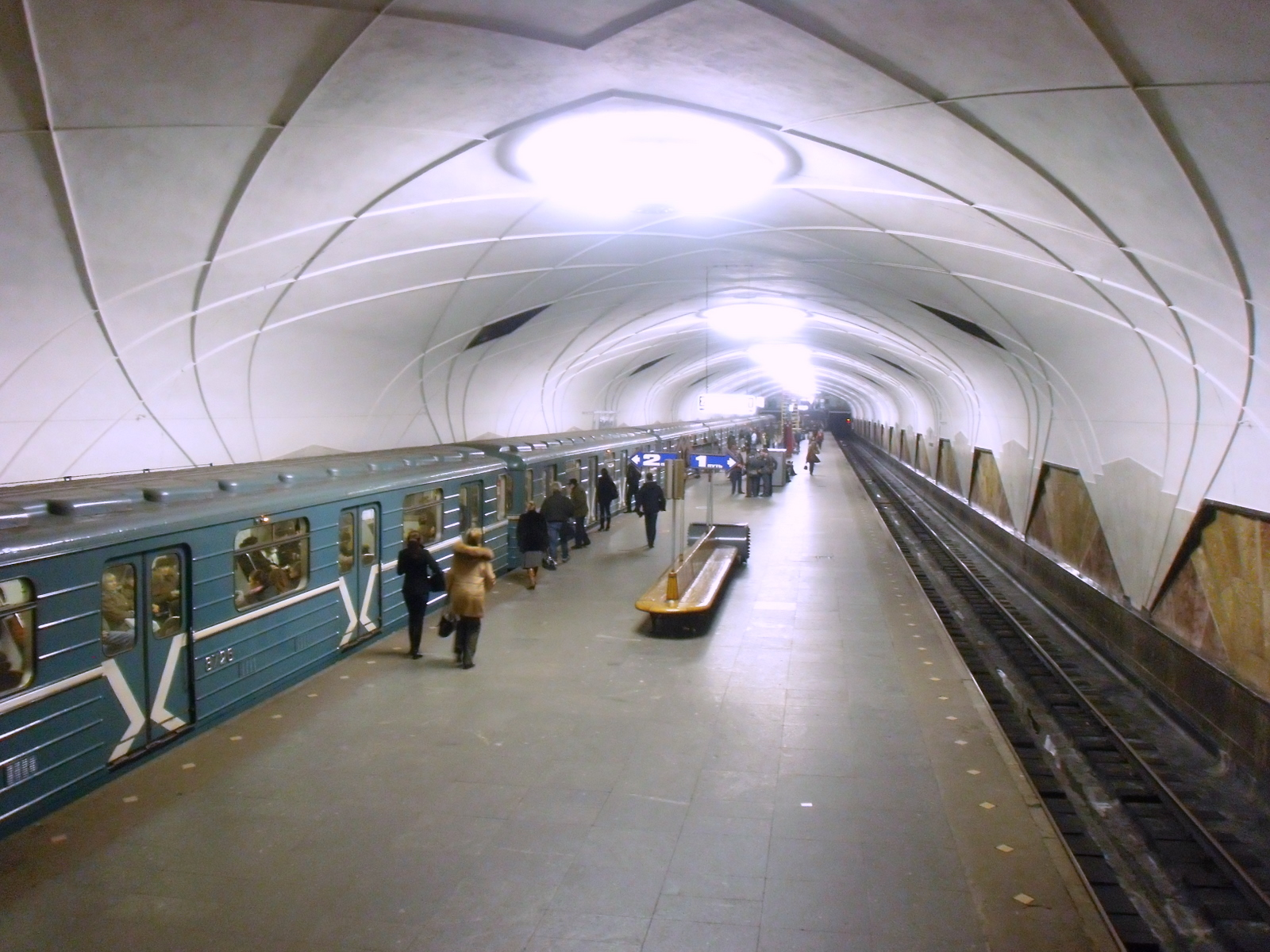
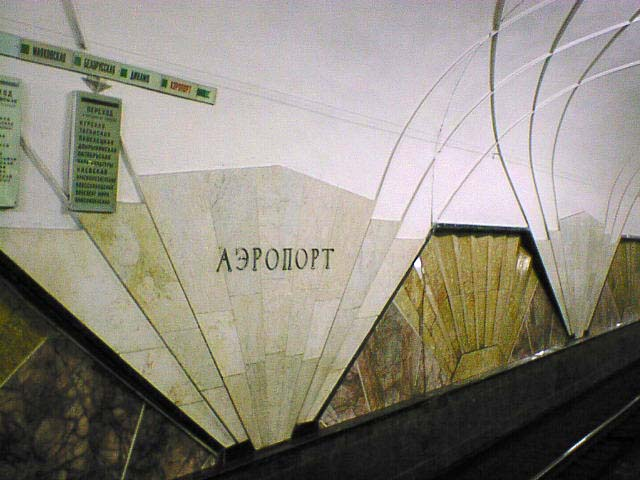
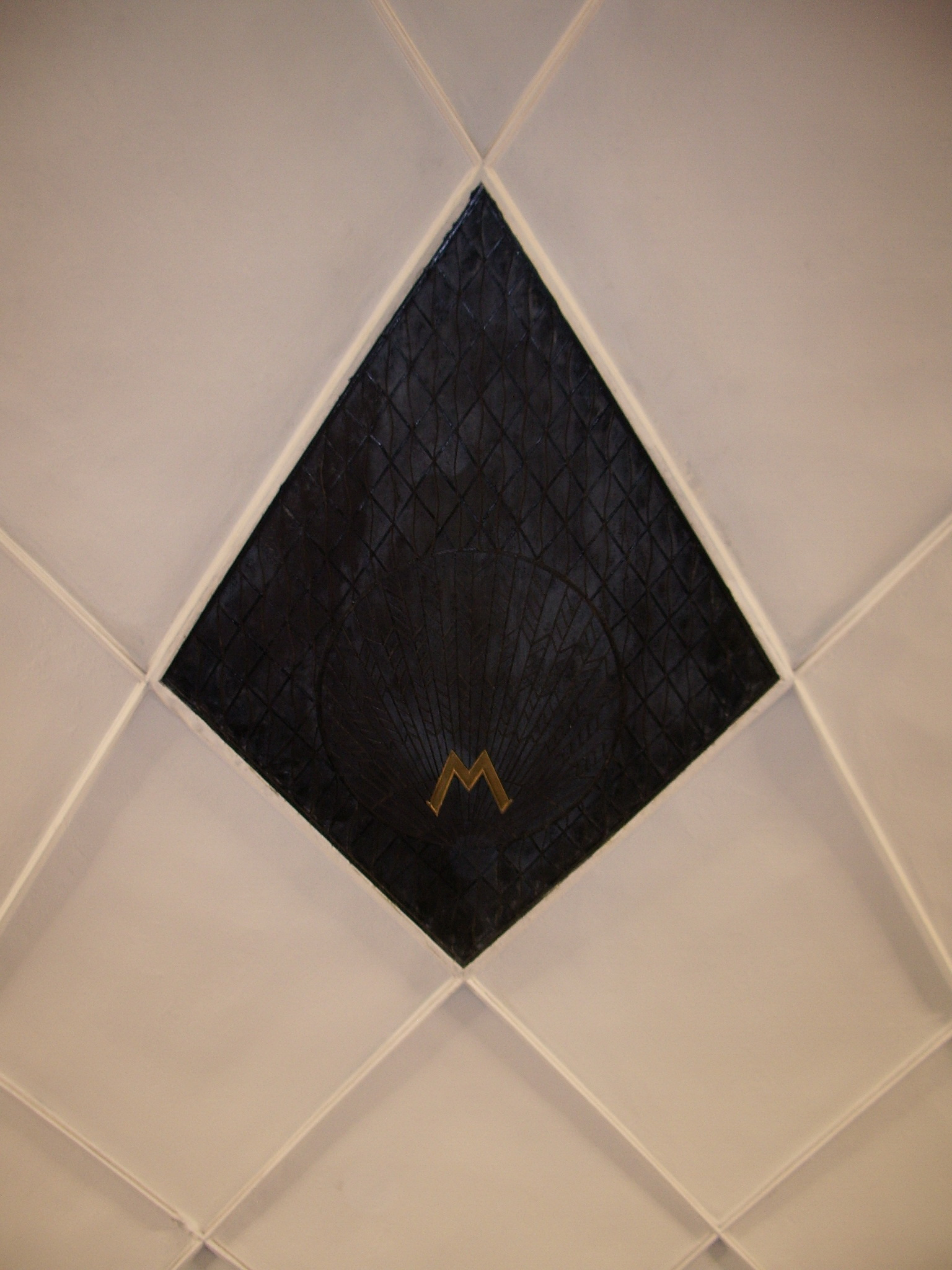
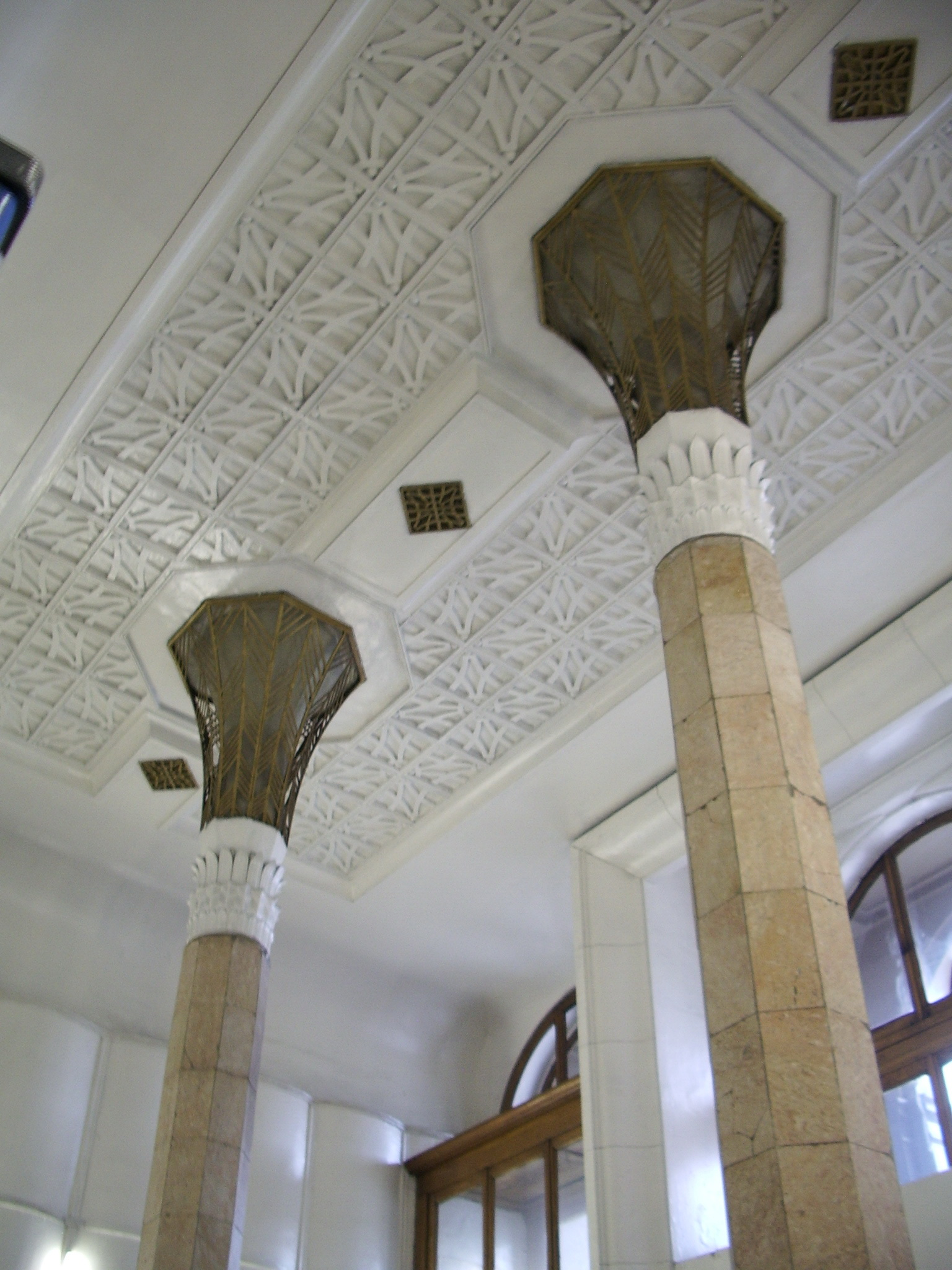
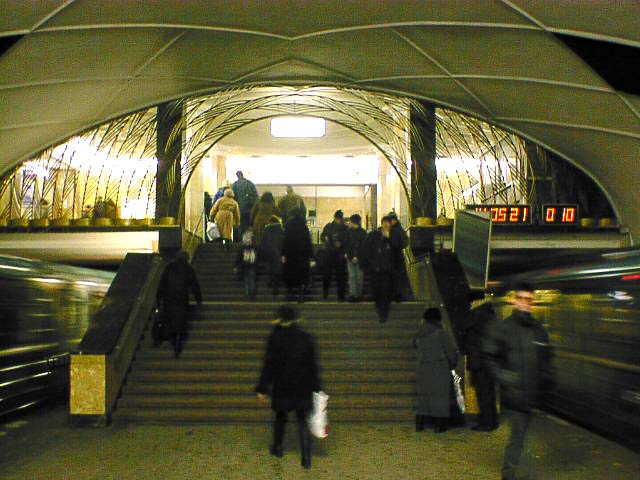
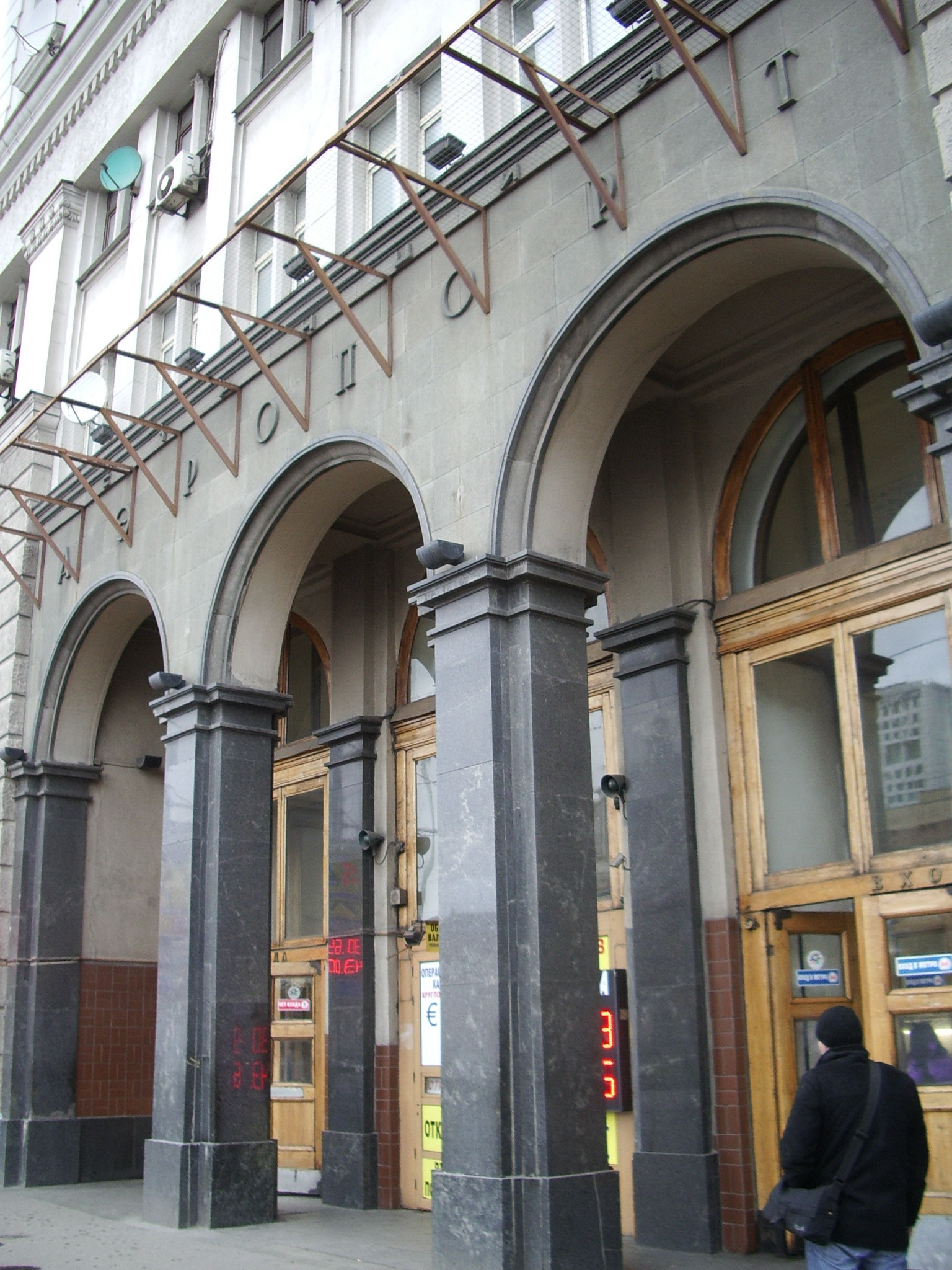